# Sainte-Monique (Lac-Saint-Jean-Est)
Pour les articles homonymes, voir Sainte-Monique.
Sainte-Monique-de-Honfleur est une municipalité du Québec, située dans la municipalité régionale de comté de Lac-Saint-Jean-Est, dans la région administrative du Saguenay–Lac-Saint-Jean.

## Toponymie
Elle est nommée en l'honneur de Monique, la Mère d'Augustin d'Hippone. Le nom Honfleur rappelle, quant à lui, la ville française d'où Samuel de Champlain embarqua pour la Nouvelle-France.

## Histoire
Les premiers habitants de Sainte-Monique-de-Honfleur sont arrivés en 1898.
C'est en 1951 lors de la construction du barrage Chute-Savane que le village connaîtra son apogée en termes de population.
Dans le film Maria Chapdelaine (film, 2021), le village fait partie de l'histoire sous le nom de Honfleur.

## Géographie
Le village est situé sur la rive gauche de la rivière Péribonka qui délimite le nord de la municipalité.
La rivière Noire en traverse le sud en coulant vers l'ouest jusqu'à sa confluence avec la rivière Péribonka.

## Démographie
| 1991 | 1996 | 2001 | 2006 | 2011 | 2016 | 2021 |
| ---- | ---- | ---- | ---- | ---- | ---- | ---- |
| 910  | 954  | 930  | 914  | 865  | 846  | 858  |

## Administration
Les élections municipales se font en bloc pour le maire et les six conseillers.
| Sainte-Monique Maires depuis 2001                                                                                    |                  |         |          |
| Élection | Maire            | Qualité | Résultat |
| 2001 | Denise Gendron   |         | Voir     |
| 2005 | Georges Bouchard |         | Voir     |
| 2009 | Georges Bouchard | Voir    |          |
| 2013 | Dolorès Boily    |         | Voir     |
| 2017 | Mario Desbiens   |         | Voir     |
| 2021 | Mario Desbiens   | Voir    |          |
| Élection partielle en italique Depuis 2005, les élections sont simultanées dans toutes les municipalités québécoises |                  |         |          |

## Attraits
Comme activités touristiques et attraits à Sainte-Monique, il y a Honfleur en neige, les activités entourant la St-Jean Baptiste, le skate-park, le gros trempoline à air, une pièce de théâtre présentée chaque été, le défi Honfleur et une patinoire extérieure recouverte d’un dôme. Le village possède le camping Pointe Taillon ainsi que le Parc national de la pointe Taillon situé sur son territoire.

## Culture

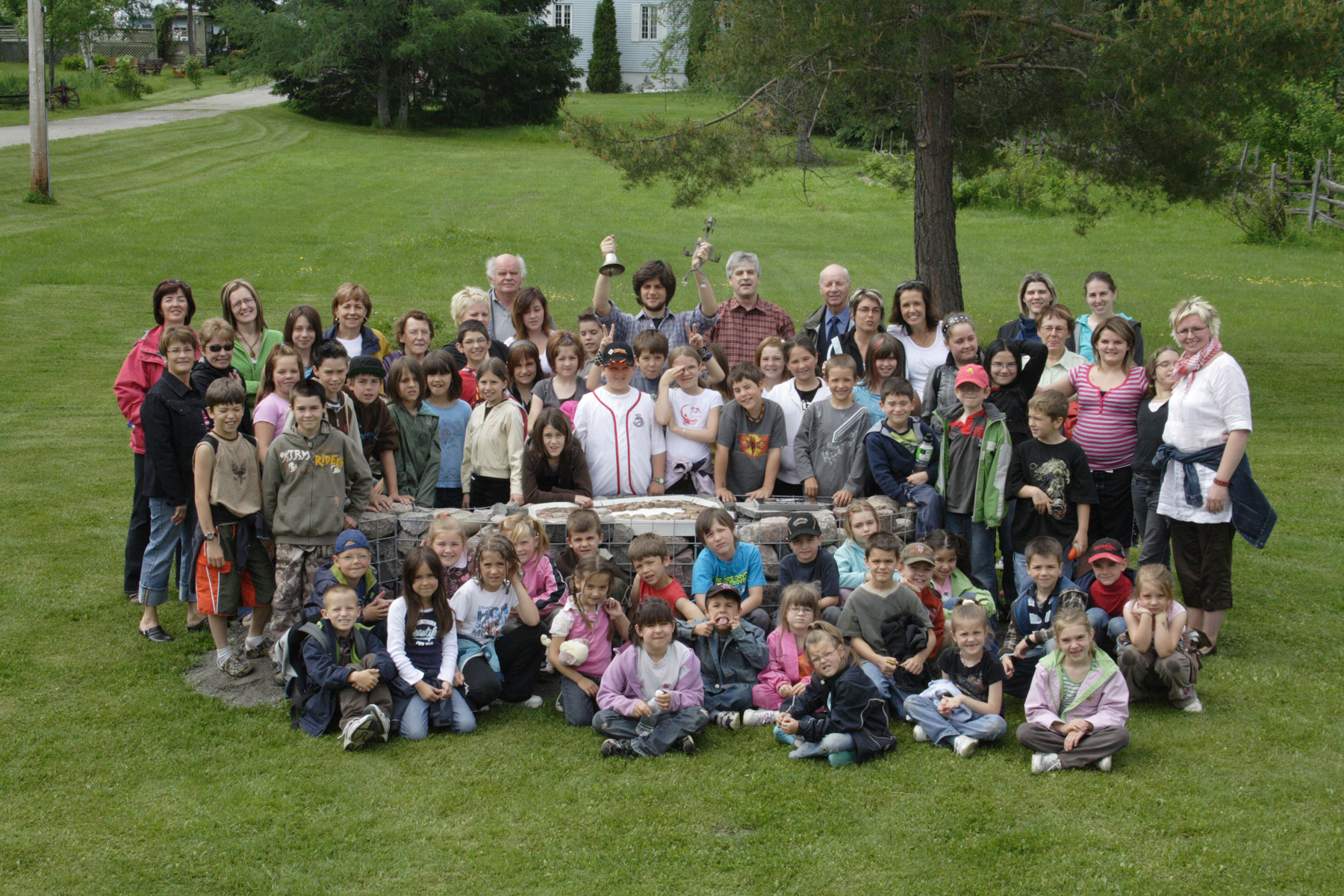
Tacon Site du Sacré.

Dans le cadre de la Grande Marche des Tacons Sites, le collectif d’artistes Interaction Qui a implanté en 2008 le Tacon Site du Sacré avec la participation des élèves de l'école Bon-Pasteur. Depuis, la municipalité de Sainte-Monique est dépositaire du marqueur identitaire de notre région fondé sur les forces spirituelles qui ont guidé les bâtisseurs du Saguenay—Lac-Saint-Jean.